# William Fiddian Reddaway

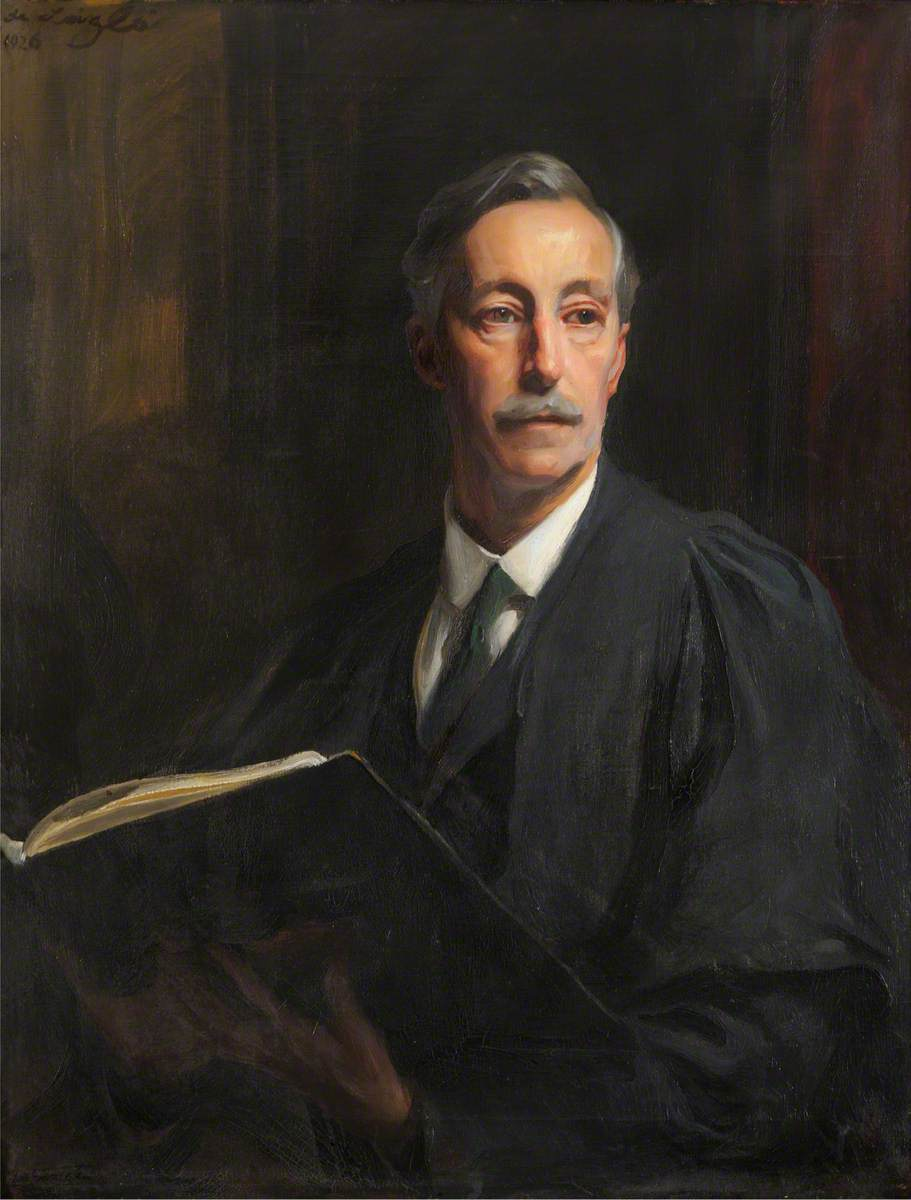
William Fiddian Reddaway

William Fiddian Reddaway (* 2. August 1872; † 31. Januar 1949) war ein britischer Historiker.
Er war Fellow und Lecturer am King’s College der Universität Cambridge. 1907 bis 1924 war er Master des Fitzwilliam College.
Er befasste sich mit neuzeitlicher Geschichte vor allem der Länder des Ostseeraums (Skandinavien, Polen, Preußen, Balten, Russland). Außerdem schrieb er ein Buch über die Monroe-Doktrin.
Er schrieb Artikel für die Encyclopedia Britannica von 1911 und Kapitel über Skandinavien für die The Cambridge Modern History. Ab 1941 war er Herausgeber der Cambridge History of Poland.
Seine Urne wurde in der King’s College Chapel in Cambridge beigesetzt.

## Schriften
- The Monroe Doctrine. The University Press, Cambridge 1898, (Digitalisat).
- Frederick the Great and the rise of Prussia. G. P. Putnam’s Sons, New York NY u. a. 1904, (Digitalisat).
- Introduction to the study of Russian history (= Helps for students of history. Nr. 25, ZDB-ID 1042787-9). Society for Promoting Christian Knowledge u. a., London u. a. 1920, (Digitalisat).
- Marshal Pilsudski. Routledge, London 1939.
- Modern European history. A general sketch (1492–1924). Arnold, London 1924.
- als Herausgeber: Documents of Catherine the Great. The Correspondence with Voltaire, and the Instruction of 1767 in the English text of 1768. University Press, Cambridge u. a. 1931.
- A History of Europe from 1715 to 1814 (= Methuen’s History of medieval and modern Europe. 7, ZDB-ID 1404770-6 ). Methuen, London 1936.
- Problems of the Baltic (= Current Problems. 2, ZDB-ID 421590-4). University Press, Cambridge u. a. 1940.
- A History of Europe from 1610 to 1715 (= Methuen’s History of medieval and modern Europe. 6). Methuen, London 1948.

| Personendaten    | Personendaten             |
| ---------------- | ------------------------- |
| NAME             | Reddaway, William Fiddian |
| KURZBESCHREIBUNG | britischer Historiker     |
| GEBURTSDATUM     | 2. August 1872            |
| STERBEDATUM      | 31. Januar 1949           |